# Société générale d'immigration
La Société générale d’immigration (SGI) est un organisme patronal créé en 1924 pour gérer l’envoi en France de centaines de milliers de salariés, dans les secteurs en manque de main d'œuvre, après les pertes de la Première Guerre mondiale.

## Histoire
Après la Première Guerre mondiale, la France compte 10 % d'ouvriers en moins, alors qu'elle a récupéré les départements de la Moselle, du Bas-Rhin et du Haut-Rhin. La chute de la main-d’œuvre sera compensée par une très forte immigration d'origine européenne qui voit trois millions d'étrangers installés en France en 1930, contre 1,1 million en 1910.
L’État signe des accords bilatéraux avec les pays de départ, fait voter des lois sur l’entrée et le séjour des étrangers et la réglementation administrative mais laisse le secteur patronal s'occuper matériellement du recrutement. La "Société générale d’immigration", constituée en société par action est fondée par des syndicats patronaux, notamment le Comité central des houillères de France, l'Office central de la main-d’œuvre agricole, le Comité central des fabricants de sucre. L'État lui délègue en grande partie la gestion des populations migrantes. Son président est le député de droite Édouard de Warren, président de l'Office central de la main-d’œuvre agricole, secondé par Henri de Peyerimhoff de Fontenelle, du Comité central des houillères de France. Son directeur général, puis vice-président délégué, est Jean Duhamel, secrétaire puis délégué général du Comité central des houillères et directeur de son service de la main-d’œuvre étrangère, par ailleurs administrateur puis administrateur-délégué du quotidien patronal "La Journée industrielle". La SGI, "c'est le comité des houillères sous un habit plus large", estime l'historienne Janine Pontyet c'est lui qui l'héberge dans ses locaux au 35 rue Saint-Dominique à Paris. Elle "exerce en Pologne l'essentiel de ses activités".
En 1927, une nouvelle loi sur la naturalisation facilite l’accès à la nationalité française: les procédures sont simplifiées.
Deuxième nationalité étrangère en France, après les Italiens, les Polonais. Certains empruntent la voie maritime par la Mer Baltique et arrivent à Dunkerque ou au Havre. Pour la voie terrestre, c'est de Myslowice que part l’essentiel des convois, jusqu'à Toul. Sur les conseils de Jean Duhamel (cité dans l'article du 7 octobre 1928), un reporter du quotidien "Le Journal", Georges le Fèvre, publie en 1928 un reportage sur l'immigration polonaise et sa gestion par la SGI, dans une série d'articles intitulés "Au pays des hommes travail". C'est un plaidoyer pour la SGI qui "choisit, rassemble, examine, contrôle, photographie, épouille, désinfecte, héberge, embauche, embarque, accompagne, ravitaille, reçoit, répartit, expédie à domicile la main-d’œuvre polonaise".
La SGI envoie des « travailleurs industriels » partout où existent des exploitations de charbon, de minerai de fer ou de potasse : dans le Centre, en Lorraine, en Normandie, en Alsace, jusqu’au coup d’arrêt qui frappe l’industrie française à partir de 1931.
Au recensement de 1931, la France compte ainsi 360 000 naturalisés. Parmi les principales nationalités représentées en France en 1931:
| Italiens  | 808 000 |
| Polonais  | 508 000 |
| Espagnols | 351 900 |
| Belges    | 253 000 |